# Dünedain
Dünedain es un grupo español de power metal de Madrigal de las Altas Torres (España).

## Formación
Dünedain es un proyecto musical liderado por Tony Delgado que combina el heavy metal tradicional y el power metal. Tony Delgado (guitarra y voz), Mariano (guitarra rítmica), Miguel (batería) y Jacin (bajo, segunda voz) son los miembros fundadores de la banda. Tras la marcha de Jacin (septiembre de 2013), Carlos "Nano" Sanz se incorpora al proyecto como segunda voz principal.

## Comienzos
Tony Delgado inicia de forma prematura este proyecto en 1996, pero no es hasta 2002 que el grupo empieza a rodar como tal. Ese año Tony, Jacin, Mariano y Miguel graban el primer demo del grupo en los Estudios V.U. de Salamanca. Aunque tiene un pésimo sonido, la demo les brinda la oportunidad de empezar a dar sus primeros conciertos.
A mediados del año 2003 Dünedain entran en el estudio para grabar una maqueta de larga duración. El disco se graba en los Estudios Century Audio de Salamanca.
Esta maqueta sale a la luz a principios de marzo de 2004 de forma autoproducida y se distribuyen más de 900 copias a pesar de no contar con distribución regular en tiendas.
En septiembre de 2005 firman un contrato discográfico con la compañía Pies Records. Tras un año sin apenas actividad ni planes, deciden abandonar la discográfica y lanzarse a la autoedición.
En 2007 Dünedain autoproducen el álbum La luz de mi oscuridad. Este disco, de 11 temas, incorpora cinco temas regrabados de su anterior maqueta y seis nuevos. Fue mezclado por Karlos Creator, editado en 2008 por el sello discográfico Akeloo y distribuido por Avispa en toda España. Para presentar el disco, organizan su primera gira que recorre varias ciudades (Madrid, Zaragoza, Salamanca, Lugo, Burgos, Baracaldo y algunas más).

## Consolidación: 2009-2012
En 2009, lanzan el disco autoproducido, Buscando el norte I, grabado en los Rock Studios de Karlos Creator. Contiene seis temas que constituyen la primera parte de una obra pensada en dos entregas. Dünedain presentan este disco en una gira de diez fechas en las que regalan este CD con la entrada de los conciertos.
A finales de 2009 Dünedain publican Buscando el norte II: La tierra de los sueños. Para su grabación vuelven a contar con Karlos Creator. Esta segunda parte se presentó en la gira "Buscando el norte 2/2" que recorrió más de 15 lugares de geografía española.
En octubre de 2010, comienzan una gira junto al grupo de heavy metal Zenobia, tras haberse conocido en el festival Soul of Metal 2010. Ambos grupos lanzan el sencillo Unidos por el metal que sería el himno oficial de la gira. La gira "Unidos por el metal" recorrerá un total de 17 ciudades de España, finalizando en el Festival Leyendas del Rock 2011.
A finales del año 2010 Dünedain lanzan Buscando el norte: edición especial en que se incluyen todos los temas de las dos partes de buscando el norte y además una canción grabada para la ocasión "La última parada".
A mediados de 2011 y durante unos meses, intentan trabajar como quinteto integrando a José Rubio Jiménez como guitarra solista. Debido a problemas de compaginación de agendas, José Rubio no llega a estrenarse como miembro oficial y la banda continuará como cuarteto.
A finales de 2011, Yarhibol Records edita el DVD Unidos por el metal, que recoge la actuación de Dünedain y Zenobia en el festival Soul of Metal 2011.
En enero de 2012, autoeditan su tercer larga duración Mágica, que les consagraría en la escena española de heavy metal melódico. Durante ese mismo año inician la gira "Tour de la rabia", con la que recorren varias ciudades españolas y actúan en los festivales "Costa de fuego" y "Leyendas del rock". En noviembre de 2012, por lesión de Mariano en su mano izquierda, tienen que parar la actividad en directo durante siete meses.

## Cambios: 2013-presente
En agosto de 2013, tras su tercera participación en el Festival Leyendas del Rock, Jacin decide dejar la banda por motivos personales. Un mes después, autoeditan el sencillo 1000 golpes, y en noviembre de 2013 publican un videoclip de la misma canción en el que aparecen como trío.
Para presentar el sencillo, Dünedain llevan a cabo la gira "1000 golpes", en la que participa como músico colaborador Jesús Izko, proveniente de la banda Nudo, como bajista y segunda voz.
En septiembre de 2014, autoeditan el sencillo "Melancolía", en el que participa Jorge Berceo de Zenobia.
En marzo de 2015, publican una nueva versión del tema "Por los siglos de los siglos", con la que presentan a Carlos "Nano" Sanz, como nuevo vocalista principal. A partir de ese momento, Dünedain se configura como quinteto en directo, con Carlos y Tony como dupla de voces principales, alternándose en las canciones.
En octubre de 2016, autoeditan el álbum "Pandemonium", el primer larga duración en el que Carlos es el vocalista principal de Dünedain. Fue grabado y mezclado por Dan Díez, en Haro (La Rioja). Lo presentan en directo en una gira nacional de más de 20 fechas. Durante esta gira, se incorpora como bajista en directo Alberto P. Velasco, que aparecerá en el disco "Memento Mori" (2019) como miembro oficial de la banda.
Tras años de espera por parte de sus seguidores en México, la banda anuncia en su página web y redes sociales su primera presentación en ese país, en una única fecha en la Ciudad de México el 20 de octubre de 2018, en el mítico recinto del Circo Volador.
En junio de 2019, autoeditan el álbum "Mememeto Mori", publicado también en formato LP por el sello Clifford Steel. Grabado y mezclado nuevamente con Dan Díez, en Haro (La Rioja). Comienzan una nueva gira nacional con la que actúan en varios festivales, como el Leyendas del Rock 2019, y que se ve interrumpida por la pandemia COVID-19.

## Miembros
- Carlos Sanz: Voz principal
- Tony Delgado: Guitarra solista y Voz principal
- Mariano: Guitarra rítmica
- Miguel Arias: Batería
- Alberto Pérez: Bajo

### Antiguos miembros
- Jacin: Bajo (1997-2013); Voz principal (2002-2008) ; Voz secundaria (2009-2013)
- Jesus Izko: Bajo (2013-2017)

## Discografía

### Álbumes
- 2004: Dünedain
- 2007: La luz de mi oscuridad
- 2009:
  - Buscando el norte I
  - Buscando el norte II
- 2010: Buscando el norte (edición especial CD+DVD+1 Canción Exclusiva)
- 2012: Mágica
- 2016: Pandemonium
- 2019: Memento Mori

### Single
- 2013: 1000 Golpes
- 2014: Melancolía
- 2015: Por los Siglos de los Siglos (versión 2015)

### Directos
- 2011: Unidos por el metal (Gira junto a Zenobia)

### Videoclips
- 2010: Fiel a mi libertad
- 2010: La rosa negra
- 2013: 1000 Golpes
- 2017: Vuela
- 2018: Tu Sueño

### Video lyrics
- 2016: Legado
- 2016: Bola de cristal
- 2017: Corazón de invierno
- 2019: Unidos
- 2019: Eterno
- 2019: Memento mori